# Santa Clara e Castelo Viegas
Santa Clara e Castelo Viegas (oficialmente: União das Freguesias de Santa Clara e Castelo Viegas) é uma freguesia portuguesa do município de Coimbra, com 17,63 km² de área e 11 858 habitantes (censo de 2021). A sua densidade populacional é 672,6 hab./km².

## História
Foi constituída em 2013, no âmbito de uma reforma administrativa nacional, pela agregação das antigas freguesias de Santa Clara e Castelo Viegas e tem a sede em Santa Clara.

## Demografia
A população registada nos censos foi:
| Distribuição da População por Grupos Etários | Distribuição da População por Grupos Etários | Distribuição da População por Grupos Etários | Distribuição da População por Grupos Etários | Distribuição da População por Grupos Etários | Distribuição da População por Grupos Etários |
| -------------------------------------------- | -------------------------------------------- | -------------------------------------------- | -------------------------------------------- | -------------------------------------------- | -------------------------------------------- |
| Antes da agregação                           |                                              |                                              |                                              |                                              |                                              |
| Ano                                          | 0-14 anos                                    | 15-24 anos                                   | 25-64 anos                                   | >= 65 anos                                   | Total                                        |
| 2001                                         | 1449                                         | 1637                                         | 6319                                         | 2003                                         | 11408                                        |
| 2011                                         | 1484                                         | 1064                                         | 6798                                         | 2278                                         | 11624                                        |
| Após a agregação                             |                                              |                                              |                                              |                                              |                                              |
| Ano                                          | 0-14 anos                                    | 15-24 anos                                   | 25-64 anos                                   | >= 65 anos                                   | Total                                        |
| 2021                                         | 1591                                         | 1018                                         | 6465                                         | 2784                                         | 11858                                        |